# 紫绒丝膜菌
紫绒丝膜菌（学名：Cortinarius violaceus）是一种生长于北半球的丝膜菌属真菌。子实体暗紫色，高可达15cm，菌盖下生菌褶。菌柄长6~12cm，直径1~2cm ，基部有时膨大。深色的菌肉髓质有雪松气味。该菌主要生长于北美的针叶林和欧洲的落叶林中，并与多种植物形成菌根。
该物种最初由卡尔·林奈（ Carl Linnaeus）于1753年描述，并经历了数次更名。该种是丝膜菌属的模式种，但借助其较深的颜色与明显的囊状体等特征，可以很容易地将本种与该属中的其他物种区分开来。该种的某些种群似乎偏爱落叶乔木，而另一些则偏爱松树，但在这两类种群之间没有发现遗传差异。当在分类学上与偏好落叶树的种群分开时，偏好松树的种群或作为一个单独的物种C. hercynicus ，或作为该种的一个亚种C. violaceus ssp. hercynicus 。某些曾被认为是紫绒丝膜菌或其近缘种的种群现已被认为是一系列独立的新种，例如C. palatinus 、C. neotropicus 、C. altissimus 、C. kioloensis 以及C. hallowellensis。

## 分类
卡尔·林奈在其1753年的著作《植物种志》中将该真菌分類在傘菌屬下，命名为"Agaricus violaceus ","violaceus "一词形容其深紫色的菌盖。法国博物学家让-巴蒂斯特·拉马克将本种分類在鵝膏菌屬下，视为他在1783年描述为"Amanita araneosa "的物种的变种。克里斯蒂安·亨德里克·珀森在1801年的著作《真菌纲要》中将其归于傘菌屬下的Cortinaria组。英国植物学家塞缪尔·弗雷德里克·格雷在1821年的著作《英国植物的自然分布》第一卷中建立了丝膜菌属，并将该种以"Cortinaria violacea "的名字收录在其中。
真菌分类学的起始日期曾被定为1821年1月1日，与“真菌学之父”瑞典博物学家埃利亚斯·芒努斯·弗里斯（Elias Magnus Fries）的著作日期一致，意味着"Cortinarius violaceus "这个名称必须由弗里斯认可（以冒号表示）才被视为有效。因此，该物种被曾被命名为"Cortinarius violaceus (L.: Fr.) Gray"。然而，1987年修订的《国际植物命名法规》将真菌分类学的起始日期定为1753年5月1日，即林奈的《植物种志》的出版日期。 因此，其命名不再需要弗里斯的批准，故而该物种被命名为Cortinarius violaceus (L.) Gray。
德国植物学家弗里德里希·奥托·温舍（Friedrich Otto Wünsche）在1877年将其描述为"Inoloma violaceum "。1891年，奥托·昆茨出版了《植物种属修订》，作为对他所认为的现有命名法中糟糕之处的回应；1898年，他将这种真菌称作"Gomphos violaceus "。然而，昆茨的修订计划并未被大多数生物学家所接受。
弗雷德里克·克莱门茨（Frederic Clements）和科尼利厄斯·洛特·希尔（Cornelius Lott Shear）在他们1931年的著作《真菌的属》中将紫绒丝膜菌定为丝膜菌属的模式种。但真菌学家大卫·阿罗拉（David Arora）认为这不合理，原因是本种的颜色和囊状体等特征在丝膜菌属中相当不寻常。因此，倘若要将本种在分类学上与丝膜菌属的其他物种分开，根据《国际植物命名法》的规则，本种将保留属名"Cortinarius "，而其他物种则必须重新分类。该物种是被奥地利真菌学家迈因哈德·迈克尔·莫泽（Meinhard Michael Moser）归类为"Cortinarius 亚属"的两个物种之一；而如今对丝膜菌进行的分子系统发生学研究已使这一数字增加到至少十二个。
进化生物学家艾玛·哈罗尔（Emma Harrower）和她的同事在2015年对本种及其近缘种进行的遗传研究表明，Cortinarius 组的物种起源于大洋洲，大约在1200万年前的中新世开始与本种发生分化，在约390万年前与近缘种分离。这些物种分化时间相对较近的事实表明，在面积较大的水体上发生了某种形式的传播。本种最初的植物宿主是开花植物（被子植物）。本种或其直系祖先与松树以及多种开花植物形成了共生关系，这可能促进了它在北半球的繁衍。
一些真菌学家将本种分为两个不同物种：Cortinarius violaceus 和Cortinarius hercynicus，后者发生于德国南部的Hercynian森林中，具有圆形的孢子。皮尔森（Persoon）在1794年将C. hercynicus 描述为一个单独的物种，而弗里斯将其与本种视为同一物种。莫泽（Moser）在1967年再次将它们分开，而挪威生物学家托尔·埃里克·布兰德鲁（Tor Erik Brandrud）则在1983年将C. hercynicus 作为本种的一个亚种。然而，通过有限的分子水平研究，哈罗尔及其同事并没有在这两个类群间发现遗传学或生态学上的差异。
世界各地的某些原本归属于本种的真菌种群现在已被发现属于不同的进化谱系，从而被重新归类为Cortinarius 组下的新种。在哥斯达黎加的种群中发现的两个不同的谱系已分别被重新命名为Cortinarius palatinus 和C. neotropicus 。产自圭亚那，曾被描述为sp. aff. violaceus 的物种被归类为C. altissimus ，产自西澳大利亚和塔斯马尼亚的另一类群则被归类为C. hallowellensis 。产自澳大利亚东部的一类群被命名为C. kioloensis 。产自婆罗洲的鲜为人知的Cortinarius subcalyptrosporus 和Cortinarius atroviolaceus 与本种除难以观察的孢子细节外几乎没有差异。前者孢子较小，具双层外壳；后者的孢子和子实体均较小。 产自婆罗洲，新几内亚和新西兰的另一种群曾被莫泽归类为本种；人们注意到其与本种起初的概念非常相似。在系统发育研究表明它代表一个独特的分类群后，它将作为一个新的物种等待描述。

## 描述
紫绒丝膜菌的菌盖呈凸形，可变宽凸、伞形或扁平，直径3.5~15cm不等，边缘弯曲，深紫色至蓝黑色，表面覆有细绒毛状鳞片。尽管有时略显油腻，其菌盖表面并不如丝膜菌属的其他真菌一般粘滑。菌柄高6~12cm，直径1~2cm，基部有时膨大，其直径可达4cm。 菌柄颜色与菌盖相似，覆有绒毛状纤维，基部可附有紫色菌丝。幼小子实体被菌幕覆盖，但很快消失。菌肉紫色，菌盖表皮与菌柄基部颜色更深；味道温和，带有一种淡淡的，令人愉悦的雪松气味。菌褶贴生，深紫色，老熟时变为紫褐色。子实体与氢氧化钾接触时变红。孢子印铁锈色，孢子大小12~15µm×7~8.5µm，椭圆形至杏仁形，表面粗糙，有中等大小的疣。该种是丝膜菌属中唯一在菌褶面上与边缘都具有囊状体的物种。其囊状体数目众多，烧瓶状，大小60~100µm×12~25µm，内容物紫色。
尽管许多丝膜菌属的真菌都带一些紫色，但紫绒丝膜菌及其近缘种很容易凭借其较深的紫色得到辨认。产于美国东南部的堇丝膜菌具有粘稠的紫色菌盖与淡紫色的菌柄。某些Cortinarius 组的其他物种具有与本种相似的深紫色，但可以根据共生伙伴和分布范围对其进行区分。北美洲西北部的某些Leptonia 属的真菌与本种颜色相似，但其孢子印为粉色。

## 生长分布

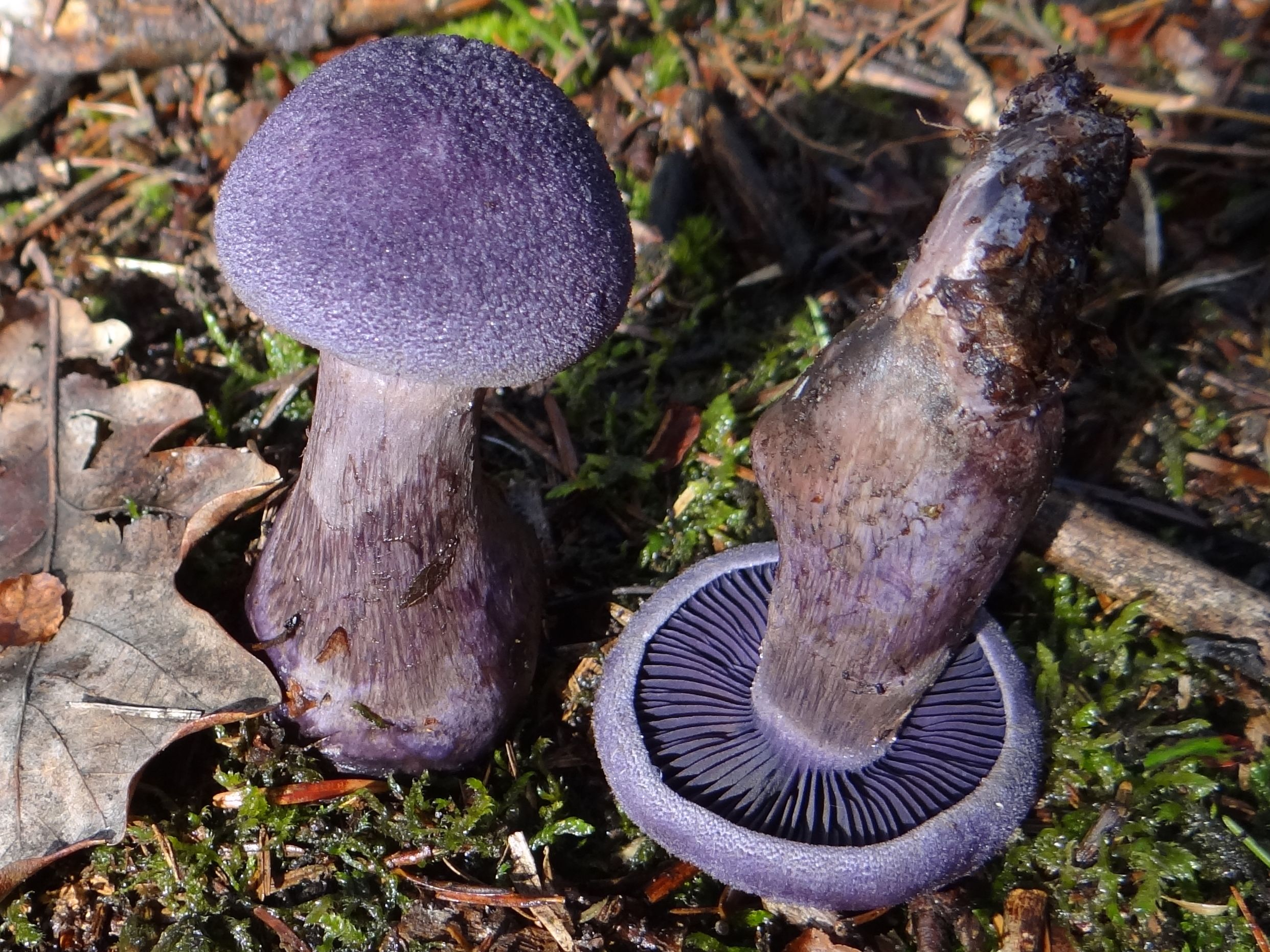
幼小的子实体，突出了带丝绒状鳞片的菌盖。

紫绒丝膜菌的生长范围遍及北美，欧洲和亚洲。尽管它分布广泛，但在欧洲并不常见，而在不列颠群岛则被列为濒危物种。本种在格陵兰西部的极地气候区偶有发现，而在冰岛尚未有记录。
在欧洲，该菌在秋天生长于落叶树林中，特别是橡树，桦树和山毛榉；但有时也与针叶树一起发现。在无树的荒地中也偶有发生，此时其与蕨类植物形成菌根。这种真菌偏爱酸性土壤。在北欧，与该菌共生的树木包括毛桦（Betula pubescens ），垂枝桦（B. pendula）与欧洲白杨（Populus tremula ），偶尔还有欧洲山毛榉(Fagus sylvatica )。尚无该菌与栎树（Quercus）共生的记录。被布兰德鲁（Brandrud）描述为spp. hercynicus 的亚种与欧洲云杉共生，通常在偏碱性的土壤中与Hylocomium 和Pleurozium 属的苔藓伴生，或在潮湿环境中与拟垂枝藓（ Rhytidiadelphus triquetrus ）、毛茛科灌木和獐耳细辛伴生。在格陵兰，该菌与毛桦伴生；在中欧和南欧，该菌亦与欧榛（ Corylus avellana ）伴生。
在北美洲生长的紫绒丝膜菌偏爱针叶树。尽管该菌在北美洲的大部分地区很少见，但在某些地区相对常见，例如瑞尼尔山国家公园和奥林匹克国家公园。该菌在太平洋西北部的古老森林中更常见，尽管在五大湖区生有冷杉，松树，白杨和桤木的再生林中也有发生。子实体单生或群生，通常靠近腐木生长，并可形成仙环。在中美洲，南美洲，澳大利亚，新西兰，巴布亚新几内亚和马来西亚都可以发现与紫绒丝膜菌外观相似的近缘种。

## 可食性
紫绒丝膜菌或被认为不可食用，或被认为尽管可以食用，但并不美味。大卫·阿罗拉认为，该菌主要吸引人之处在于其美丽的外观。该菌与其他某些不可食用或有毒的丝膜菌外观相似，使得食用这种真菌有一定的风险。据报道称，其烹煮后的味道很苦。
与某些其他丝膜菌属物种，如血红丝膜菌（C. sanguineus ）和半血红丝膜菌（C. semisanguineus ）不同，紫绒丝膜菌尽管具有很深的颜色，但并不能用于制取染料。该菌的致色物质难以分离，难以捉摸；直到1998年，人们才发现它是(R)-3′,4′-二羟基-β-苯丙氨酸，即(R)-β-多巴的铁（III）配合物。这种物质溶于水时产生深紫色的溶液，并逐渐变成淡灰色。紫绒丝膜菌子实体的铁含量是大多数其他真菌的约100倍，其提取物对半胱氨酸蛋白酶表现抑制活性。 